# Tao He
Tao He (kinesiska: 洮河) är ett vattendrag i Kina. Det ligger i provinsen Gansu, i den nordvästra delen av landet, omkring 43 kilometer väster om provinshuvudstaden Lanzhou.
Genomsnittlig årsnederbörd är 617 millimeter. Den regnigaste månaden är juli, med i genomsnitt 161 mm nederbörd, och den torraste är december, med 2 mm nederbörd.